# گاریکوتس براوو
گاریکوتس براوو (اسپانیایی: Garikoitz Bravo‎؛ زادهٔ ۳۱ ژوئیهٔ ۱۹۸۹) دوچرخه‌سوار اهل اسپانیا است.
از باشگاه‌هایی که در آن رکاب زده‌است می‌توان به ایوسکالتل-ایوسکادی و کاخا رورال-سگوروس رخا اشاره کرد.